# Elbe (Nedersaksen)

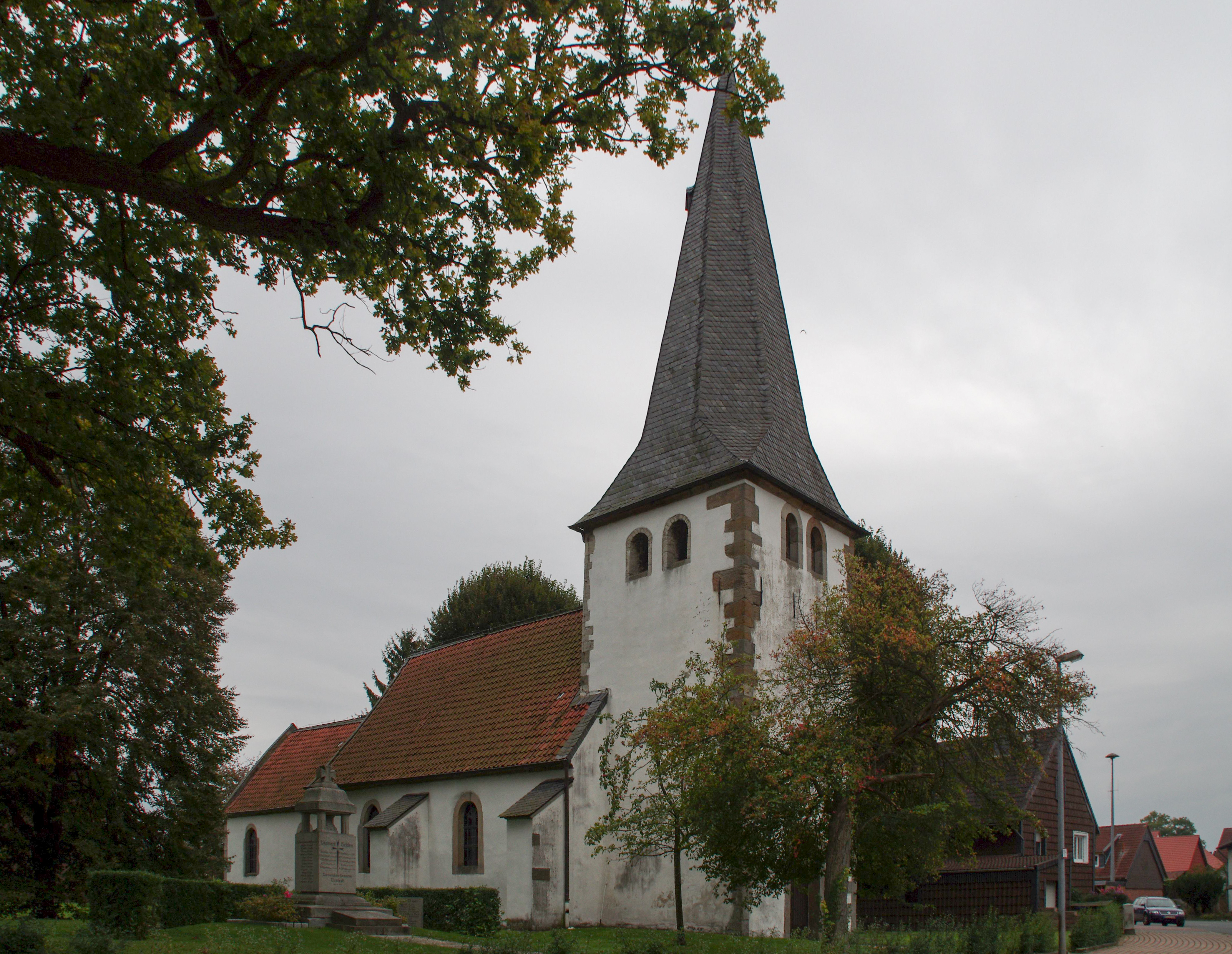
Gustedt

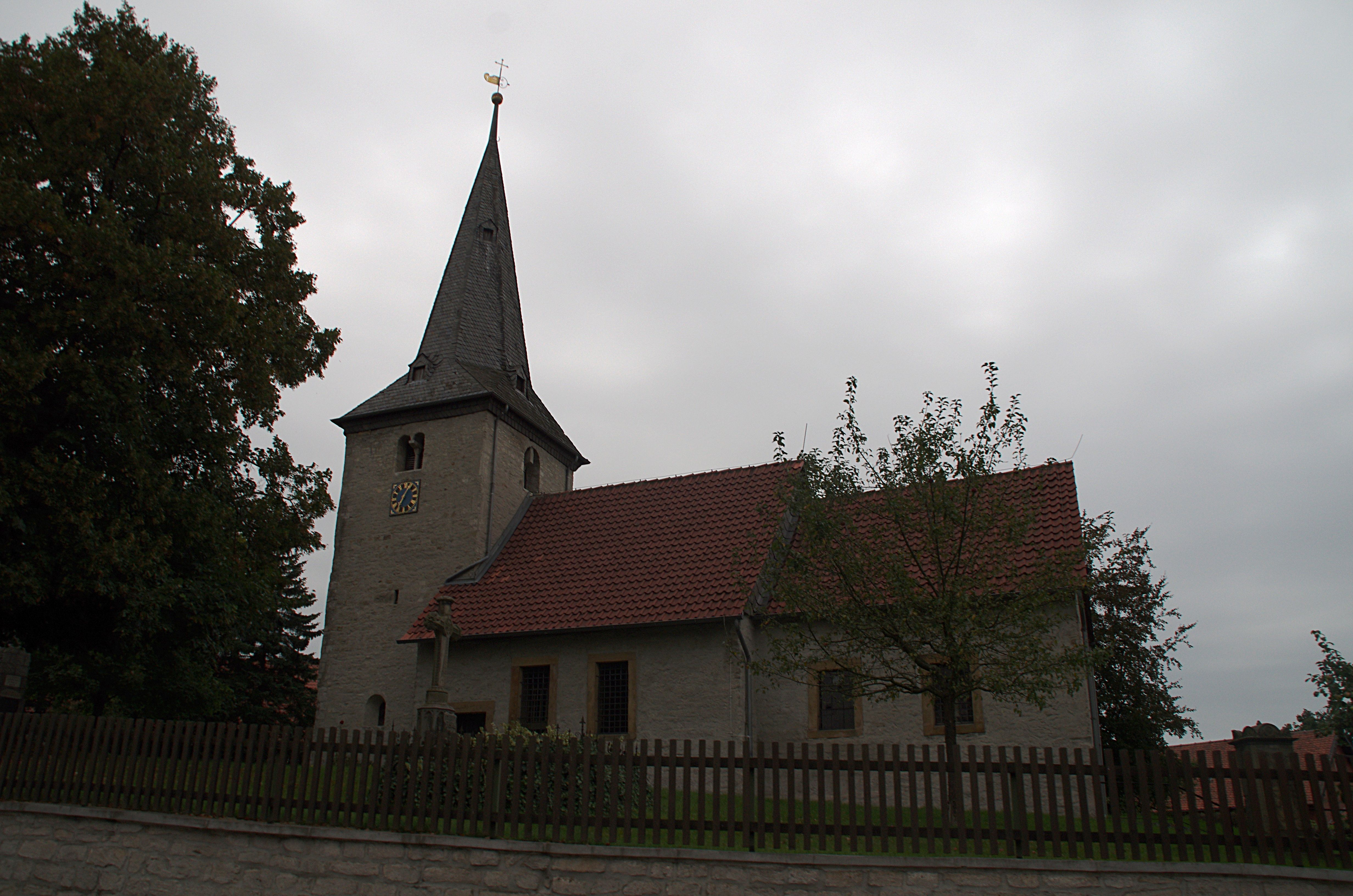
Klein Elbe

Elbe is een gemeente in de Duitse deelstaat Nedersaksen. De gemeente maakt deel uit van de Samtgemeinde Baddeckenstedt in het Landkreis Wolfenbüttel.
Elbe (Nedersaksen) telt 1.502 inwoners. De gemeente bestaat uit de kernen Groß Elbe, Klein Elbe en Gustedt.
- Gemeinsame Normdatei: 4679955-2

Baddeckenstedt · 
Börßum · 
Burgdorf · 
Cramme · 
Cremlingen · 
Dahlum · 
Denkte · 
Dettum · 
Dorstadt · 
Elbe · 
Erkerode · 
Evessen · 
Flöthe · 
Haverlah · 
Hedeper · 
Heere · 
Heiningen · 
Kissenbrück · 
Kneitlingen · 
Ohrum · 
Remlingen-Semmenstedt · 
Roklum · 
Schladen-Werla · 
Schöppenstedt · 
Sehlde · 
Sickte · 
Uehrde · 
Vahlberg · 
Veltheim (Ohe) · 
Winnigstedt · 
Wittmar · 
Wolfenbüttel